# Um Ji-eun
Um Ji-eun (en coreano: 엄 지은; Incheon, 18 de mayo de 1987) es un luchadora surcoreana de lucha libre. Participó en los Juegos Olímpicos de Londres 2012 en la categoría de 55 kg, consiguiendo un 15.º puesto. Compitió en cinco campeonatos mundiales consiguiendo la 11.ª posición en 2010. Logró un octavo puesto en los Juegos Asiáticos de 2010 y el noveno lugar en 2014. Obtuvo la medalla de bronce en Campeonato Asiático de 2009 y 2016. 